# Фата-моргана (фільм, 1931)
«Фата-моргана» (1931) - екранізація однойменного твору Михайла Коцюбинського, яку в 1931 році  зафільмував режисер Борис Тягно - відомий театральний постановник, учень Леся Курбаса.

## Сюжет
Дія фільму відбувається в селі Петрівці у 1905 рік. Повсталі селяни та робітники грабують винокурню. Після придушення повстання власник повертає собі майно і бере участь у покаранні ватажків.

## У ролях
- Семен Свашенко -

- Іван Мар'яненко -

- Степан Шкурат -

- Амвросій Бучма -